# 并州刺史部
并州刺史部，是漢朝十三州刺史部之一，州治在晉陽縣（今山西省太原市西南）。西漢州域範圍大致是今日的山西省大部，東漢時擴大至陝西省北部及內蒙古自治區中部一帶。

## 名稱由來
「并州」一詞的出現始於春秋以後，後人在《尚書·禹貢》九州基礎上，增加幽、并、營3州，大體指常山郡以北的區域。《漢書·地理志》載：「正北曰并州：其山曰恒山，藪曰昭餘祁，川曰虖池、嘔夷，寖曰淶、易；其利布帛；民二男三女；畜宜五擾，穀宜五種。」

## 西漢并州刺史部
西漢時，領太原郡、代郡、上黨郡、雲中郡、雁門郡、定襄郡6個郡國。

## 東漢并州刺史部
東漢時，領太原郡、上黨郡、上郡、西河郡、五原郡、雲中郡、雁門郡、定襄郡、朔方郡9個郡國，【南匈奴王庭】與【匈奴中郎將】治邑析置西河郡美稷縣。
東漢末因邊亂喪失雲中、定襄、朔方、五原、上郡、西河(北部)等大部郡縣疆域，曹操統一河北後，并州省入冀州，將五原、雲中、定襄、朔方等流戶僑民內遷，析置新興郡、樂平郡2郡。

## 漢末三國時代并州刺史部
公元220年，曹丕建魏國，復置并州刺史部，領太原、西河、雁門、新興、樂平、上黨等六郡。

## 并州刺史
- 朱博（汉成帝时）
- 郭伋（王莽时，汉光武帝建武十一年至二十二年、35年—46年）
- 郭丹（汉光武帝建武末年）
- 周举（汉顺帝永建、阳嘉年间）
- 祝良（汉顺帝永和三年、138年）
- 来机（汉顺帝永和四年、139年）
- 苏章（汉顺帝时）
- 但望（汉桓帝永兴二年、154年）
- 段颎（汉桓帝延熹五年、162年）
- 胡芳（汉桓帝延熹末年）
- 赵融（汉桓帝时）
- 赵岐（汉桓帝延熹九年、166年）
- 伯柳（汉桓帝、汉灵帝之际）
- 邓盛（汉灵帝建宁二年、169年，另說[來源請求]永壽元年、155年）
- 蔡湛（汉灵帝光和四年十二月、181年）
- 董卓（汉灵帝光和年間，就任時年無考）
- 宋果（汉灵帝时，就任時年無考）
- 张懿（汉灵帝中平五年、188年）
- 丁原（汉灵帝中平年间）
- 董卓（汉灵帝中平六年、189年，以并州牧領之）
- 高干（汉献帝建安元年至十一年、196年—206年）
- 张陟（汉献帝建安十一年至十二年、206年—207年）
- 梁习（汉献帝建安十二年至十八年、207年—213年）[1]

### 書籍
- 司馬遷，《史記》，維基文庫
- 班固，《漢書》，維基文庫
- 范曄，《後漢書》，維基文庫
- 司馬彪，《續漢志》，維基文庫
- 陳壽，《三國志》，維基文庫
- 吳增僅，《三國郡縣表》，上海：開明書局，1937
- 葛劍雄，《西漢人口地理》北京：人民出版社，1986年
- 周振鶴，《西漢政區地理》，北京：人民出版社，1987年
- 周振鶴，《漢書地理志匯釋》，安徽：安徽教育出版社，2006年
- 孔祥軍，《三國政區地理研究》，南京：南京大學歷史系，2007年
- 后曉榮，《秦代政區地理》，北京：社會科學文獻出版社，2009年

### 地圖
- 譚其驤，《中國歷史地圖集》，1991年，曉園出版社。ISBN：9571201987
- Google地圖[]